# Санта София
Са̀нта Софѝя (на италиански: Santa Sofia, на местен диалект Santa Sfìa, Санта Съфия) е градче и община в северна Италия, провинция Форли-Чезена, регион Емилия-Романя. Разположено е на 257 m надморска височина. Населението на общината е 4198 души (към 2012 г.).

## История
До 1923 г. общината е част на провинция Флоренция, регион Тоскана. Тя се намира в историческата област, наречена Тосканска Романя (на италиански: Romagna Toscana). В тази година общината участва в провинция Ферара.

## Личности
Родени в Санта София
- Гуелфо Дзамбони (1897 - 1994), италиански дипломат